# The Ranchman's Vengeance
The Ranchman's Vengeance è un cortometraggio muto del 1911 diretto da Allan Dwan.

## Trama
Accolto in casa da Lorenz Pedro, un piccolo allevatore messicano, Tom Flint - stremato dal caldo - viene curato e accudito da Marie, la moglie di Lorenz mentre quest'ultimo si assenta da casa per andarsene con le sue greggi. Flint approfitta della situazione per sedurre la donna ma i due vengono scoperti dal padre di Marie, Manuelito, che sospetta le vere intenzioni del nuovo venuto. Spinto dall'amore per la figlia, accetta la situazione ma mette sull'avviso Flint se mai dovesse pentirsi di ciò che sta facendo. Infatti, quando Flint comincia a maltrattare Marie, Manuelito richiama il genero. Lorenz, quando torna a casa, si trova davanti a Flint che sta picchiando sua moglie. Questa, al vedere il marito, stramazza a terra, morta.
Lorenz, con un'arma in pugno, minaccia il terrorizzato Flint e lo porta sull'orlo di un dirupo: sbarazzatosi del fucile, il messicano si scontra a mani nude con l'uomo che ha salvato e che l'ha tradito. Flint finisce la sua vita cadendo in acqua dallo strapiombo. Vendicata la morte della moglie, Lorenz è salvato dai suoi propositi suicidi dall'amore della figlioletta che lo riconcilia con il ricordo della madre morta.

## Produzione
Il film fu prodotto dalla Flying A (American Film Manufacturing Company).

## Distribuzione
Distribuito dalla Motion Picture Distributors and Sales Company, il film - un cortometraggio western in una bobina - uscì nelle sale cinematografiche USA il 15 maggio 1911.